# Syrojeżki
Syrojeżki (biał. Сырае́жкі, Syrajeżki, ros. Сыроежки, Syrojeżki) – wieś na Białorusi, w obwodzie grodzieńskim, w rejonie brzostowickim, w sielsowiecie pogranicznym. Położona jest 63 km na wschód od Białegostoku, 12,8 km od granicy polsko-białoruskiej, na południowym brzegu rzeki Kuklanki. Na południe od miejscowości przebiega droga republikańska R99 z Pogranicznego do Wołkowyska.

## Historia
W czasach zaborów w granicach Imperium Rosyjskiego, w guberni grodzieńskiej, w powiecie wołkowyskim. Od 1919 roku w granicach II Rzeczypospolitej. Latem 1920 roku zajęta przez bolszewików, następnie odzyskana przez Polskę. 20 grudnia 1920 roku włączona wraz z powiatem do okręgu nowogródzkiego. Od 19 lutego 1921 roku w województwie białostockim, w powiecie wołkowyskim, w gminie Świsłocz. W 1921 roku składała się z 19 domów mieszkalnych i 3 zamieszkanych zabudowań innego typu.
W wyniku napaści ZSRR na Polskę we wrześniu 1939 roku miejscowość znalazła się pod okupacją sowiecką. 2 listopada została włączona do Białoruskiej SRR. 4 grudnia 1939 roku włączona do nowo utworzonego obwodu białostockiego. Od czerwca 1941 roku pod okupacją niemiecką. 22 lipca 1941 roku włączona w skład okręgu białostockiego III Rzeszy. W 1944 roku ponownie zajęta przez wojska sowieckie i włączona do obwodu grodzieńskiego Białoruskiej SRR. Od 1991 roku w składzie niepodległej Białorusi.
Do 25 września 2003 roku Syrojeżki wchodziły w skład sielsowietu kwaterskiego. Został on tego dnia zlikwidowany, a wszystkie jego miejscowości włączone do ówczesnego osiedlowego sowietu pogranicznego.

## Demografia
Według spisu powszechnego z 1921 roku, wieś zamieszkana była przez 118 osób, w tym 108 Białorusinów i 10 Polaków. Prawosławie wyznawało 106 jej mieszkańców, katolicyzm – 12.